# 기독교 재건주의
기독교 재건주의(Christian reconstructionism)는 기독교 근본주의자들의 개혁주의적 신정론 운동이다. 주요 인물로는 루서스 존 러쉬두니(Rousas Rushdoony), 그레그 반슨(Greg  Bashnsan), Gary North 등이 있다. 미국의 기독교 권리에 중요한 영향을 미쳤다. 문화명령과 일치하여 재건론자들은 평등성을 옹호하고 성경적 법의 회복은 계속해서 적용될 수 있다고 말했다. 이운동은 1990년대에 약화되었고 2008년 Church History 저널 기사에서 사라진것으로 선언되었지만, 칼 슨돈 재단(Chalcedon Foundation)과 아메리칸 비젼(American Vision)과 같은 기독교 개혁주의 단체는 현재 활동 중이다. 기독교 개혁주의자들은 대개 포스트 밀렌니얼리스트이며 고넬료 반 틸의 전제 변증론의 추종자이다.     
기독교 재건주의의 견해를 옹호하는 기독교 종파는 미국 개혁교회다. 그러나 대부분의 개혁주의 기독교인들은 기독교 개혁주의를 거부하고 낡은 언약과 기독교의 관계에 관한 전통적인 개혁주의적 견해인 구약언약 신학을 붙잡는다.

## 같이 보기
- 기독교 민주주의
- 기독교
- 후천년설
- 전제주의 변증학
- 안식일 엄수주의